# 大戦略 (ファミリーコンピュータ)
『大戦略』（だいせんりゃく）は、1988年10月11日に日本のボーステックより発売されたファミリーコンピュータ用ウォー・シミュレーションゲーム。
システムソフトより発売のパソコン用ゲーム『大戦略』（1985年）の移植作である。基本的に8ビットパソコン用の大戦略を元にしているが、ファミリーコンピュータの性能上かなり簡略化されている。収録されたマップの数は30。
開発はボーステックが行っており、音楽は崎元仁、編曲およびサウンド・プログラムは岩田匡治が担当している。
2012年にはWindows用ソフトとしてプロジェクトEGGにて配信された。

## 登場ユニット
航空機
- F-16C
- ハリアーII
- コルセアII
- A-10
- ヒューイコブラ
- イロコイス

陸上兵器
- レオパルドII
- AMX-10RC
- ゲパルト
- ローランド2
- 補給車
- 輸送トラック
- 歩兵
- 工兵

## 移植版
| No. | タイトル | 発売日        | 対応機種 | 開発元       | 発売元             | メディア                         | 型式 | 備考 |
| --- | -------- | ------------- | -------- | ------------ | ------------------ | -------------------------------- | ---- | ---- |
| 1   | 大戦略   | 2012年3月20日 | Windows  | ボーステック | D4エンタープライズ | ダウンロード （プロジェクトEGG） | -    |      |

## スタッフ
- 音楽：崎元仁
- 編曲、サウンド・プログラマー：岩田匡治

## 評価
ファミリーコンピュータ版
ゲーム誌『ファミコン通信』の「クロスレビュー」では合計22点（満40点）、『ファミリーコンピュータMagazine』の読者投票による「ゲーム通信簿」での評価は以下の通りとなっており、18.69点（満30点）となっている。
| 項目 | キャラクタ | 音楽 | 操作性 | 熱中度 | お買得度 | オリジナリティ | 総合  |
| 得点 | 3.23       | 2.98 | 2.95   | 3.40   | 2.98     | 3.15           | 18.69 |